# کایل آسانته
کایل آسانته (انگلیسی: Kyle Asante؛ زادهٔ ۹ آوریل ۱۹۹۱) بازیکن فوتبال اهل بریتانیا است.
از باشگاه‌هایی که در آن بازی کرده‌است می‌توان به باشگاه فوتبال کانوی ایسلند، باشگاه فوتبال سنت نئوتز تاون، باشگاه فوتبال کونکورد رانجرز، باشگاه فوتبال ساوتند یونایتد، باشگاه فوتبال تاروک، باشگاه فوتبال هارلو تاون، و باشگاه فوتبال بیشاپس استورتفورد اشاره کرد.